# Mauri Rose
Maurice «Mauri» Rose (Columbus, Ohio, 26 de mayo de 1906-Royal Oak, Míchigan, 1 de enero de 1981) fue un piloto de automovilismo estadounidense que compitió en el Campeonato Nacional de la AAA en las décadas de 1930 a 1950. Obtuvo la victoria en las 500 Millas de Indianápolis de 1941, 1947 y 1948, y resultó segundo en 1934, tercero en 1930 y 1950, y cuarto en 1936. Asimismo, fue campeón de la AAA en 1936, subcampeón en 1934, y tercero en 1940, 1947 y 1948.
De familia judía, aparte de ser piloto era mecánico de profesión. Inventó un aparato para que los amputados pudieran conducir automóviles. Forma parte del Salón de la Fama del Deporte Motor Internacional, el Salón de la Fama del Deporte Motor de Estados Unidos, y el Salón de la Fama Judío del Deporte Internacional.

## Trayectoria
Rose se inscribió en las 500 Millas de Indianápolis de 1932, pero no corrió luego de chocar en las prácticas. Luego logró su primera victoria de la AAA en Detroit 2, y terminó cuarto en Oakland y quinto en Syracuse, por lo que acabó séptimo en el campeonato a la edad de 26 años.
En 1933, abandonó en las 500 Millas de Indianápolis por problemas mecánicos. Luego resultó segundo en Detroit y Syracuse, y tercero en la carrera no puntuable de Elgin, por lo que se ubicó noveno en la tabla de posiciones general.
El piloto clasificó cuarto a las 500 Millas de Indianápolis de 1934. Lideró 68 vueltas de la carrera, y llegó segundo a 27,25 segundos del ganador Bill Cummings. Después terminó tercero en Springfield y abandonó en Syracuse, por lo que obtuvo el subcampeonato de la AAA.
Rose tuvo un muy mal año en 1935, donde abandonó en las dos carreras que largó en cinco intentos.
En 1936, llegó cuarto en las 500 Millas de Indianápolis, primero en Syracuse, sexto en Goshen y octavo en la Copa Vanderbilt. Por tanto, se coronó campeón de la AAA, superando a Louis Meyer y Ted Horn.
El piloto clasificó octavo a las 500 Millas de Indianápolis de 1938, pero abandonó a mitad de carrera por falla mecánica. Luego ganó la carrera no puntuable de Springfield, llegó tercero en la de Milwaukee, abandonó en la Copa Vanderbilt, y acabó quinto en la carrera de campeonato de Syracuse.
En 1938 abandonó en las 500 Millas de Indianápolis, y llegó quinto en Syracuse y sexto en la carrera no puntuable de Milwaukee.
Rose llegó octavo en las 500 Millas de Indianápolis de 1939, tras lo cual ganó en Syracuse, llegó segundo en la Carrera de Campeones de Springfield, y abandonó en Milwaukee. Por tanto, culminó séptimo en la clasificación general.
El piloto largó y llegó tercero en las 500 Millas de Indianápolis de 1940. Pese a no disputar ninguna otra carrera de la AAA, quedó tercero en el campeonato.
En las 500 Millas de Indianápolis de 1941, abandonó en la vuelta 60 por falla del motor. En la vuelta 72 subió al automóvil de su compañero de equipo Floyd Davis, y llegó primero por delante de Rex Mays y Ted Horn. Ambos pilotos compartieron la victoria, aunque Rose no obtuvo puntos para el campeonato. Luego llegó tercero en Milwaukee y cuarto en Syracuse.
Luego de la Segunda Guerra Mundial, Rose corrió cuatro fechas de la AAA. Abandonó en Indianápolis y las 100 Millas de Langhorne, llegó segundo en las 100 Millas de Indianápolis, y sexto en las 100 Millas de Milwaukee.
Rose ganó las 500 Millas de Indianápolis de 1947, habiendo largado tercero y liderado 34 vueltas. Bill Holland había liderado 47 vueltas, pero el equipo le mostró un cartel para que aminore la velocidad. Él redujo la marcha, y dejó que Rose lo pasara, creyendo que le llevaba una vuelta de ventaja. El triunfo le bastó a Rose para ubicarse tercero en el campeonato.
En 1948 largó tercero en Indianápolis y logró su tercera victoria ante Holland, con 81 vueltas lideradas. Así, se convirtió en el tercer piloto en lograr tres victorias en las 500 Millas de Indianápolis.
En 1949 abandonó a ocho vueltas de la meta para problemas mecánicos. En 1950 llegó tercero por detrás de Johnnie Parsons y Holland, habiendo partido de esa posición. En 1951 largó quinto pero abandonó, tras lo cual se retiró a la edad de 45 años.

## Resultados

### Fórmula 1
(Clave) (negrita indica pole position) (cursiva indica vuelta rápida)

| Año         | Escudería   | 1   | 2      | 3     | 4   | 5   | 6   | 7   | 8   | Pos. | Puntos |
| ----------- | ----------- | --- | ------ | ----- | --- | --- | --- | --- | --- | ---- | ------ |
| 1950        | Howard Keck | GBR | MON    | 500 3 | SUI | BEL | FRA | ITA |     | 12.º | 4      |
| 1951        | Howard Keck | SUI | 500 14 | BEL   | FRA | GBR | GER | ITA | ESP | NC   | 0      |
| Referencia: |             |     |        |       |     |     |     |     |     |      |        |